# .44 Colt
O .44 Colt é um cartucho de fogo central para revólveres americano que foi produzido comercialmente de 1871 até 1940.

## Histórico
O cartucho .44 Colt foi desenvolvido pela Colt's Patent Firearms para uso em revólveres de cartucho com base no revólver de percussão do Exército de 1860. O cartucho foi brevemente adotado pelo Exército dos Estados Unidos, por volta de 1871. O Exército o usou até 1873, quando foi substituído pelo mais conhecido e mais poderoso cartucho .45 Colt usado no recém-adotado revólver Colt Single Action Army.
O .44 Colt foi feito para uso na conversão Richards-Mason do revólver Colt Army Model 1860. O processo de conversão envolveu perfurar as câmaras dos revólveres do tipo "cap and ball" já obsoletos e adicionar uma placa de culatra com uma porta de carregamento fechada para permitir o uso de cartuchos metálicos de fogo central.
Este processo deixava as câmaras com diâmetro uniforme, sem degrau na frente. Assim, a bala e o estojo de latão foram feitos com o mesmo diâmetro, .451-.454 polegadas, com uma seção curta de "rebaixo" na base da bala de menor diâmetro inserida na boca do estojo, semelhante à construção de munição .22 de fogo circular.
A munição moderna .44 Colt é dimensionalmente semelhante à .44 Special no que diz respeito ao diâmetro da bala e à largura do estojo, sendo as principais diferenças o menor comprimento do estojo e o menor diâmetro do aro.

## Balística
O carregamento original do .44 Colt usava uma bala lubrificada externamente. O maior diâmetro da bala era aproximadamente o diâmetro entre sulcos (.451 pol) do revólver "cap and ball" .44 convertido. O "rebaixo" menor na base da bala foi dimensionado para caber dentro do estojo de latão em aproximadamente .430 pol.
Ao disparar, a bala de chumbo mole dúctil (foram usadas ligas de chumbo puro a quase puro) permitia que a base da bala "expandisse" primeiro para o diâmetro da câmara no cilindro, depois saltasse o gap, entre o cone de força e o raiamento do cano. Isso é eficaz com pólvora negra, mas menos com pólvora sem fumaça. Combinar o chumbo com estanho ou antimônio para endurecê-lo torna isso quase impossível. O uso de ligas duras normalmente leva a uma baixa precisão.
As espoletas de percussão tipo "Benet" e "Martin" foram posteriormente substituídos por espoletas tipo Boxer mais confiáveis.
O desempenho balístico do .44 Colt original é comparável ao do .44 Remington, e menos potente do que os modernos .44 Russian. Estojos para armas modernas com câmaras para o .44 Colt são normalmente feitos com estojos de .44 Magnum, 44 Special, ou .44 Russian encurtados e uma bala de chumbo historicamente imprecisa de .429 polegadas. (Ao contrário das "balas com ressalto" mais antigas com uma bala lubrificada externa maior, de .451 polegadas de diâmetro).
O .44 Colt com pólvora negra e também com pólvora sem fumaça continuou disponível comercialmente até por volta de 1940, quando o .44 Colt foi totalmente suplantado por cartuchos de revólver mais modernos, como o .38 Special e o .44 Special.
O esporte moderno de "Cowboy Action Shooting" estimulou um interesse renovado em cartuchos de revólver obsoletos como o .44 Colt e, pela primeira vez em quase 100 anos, a munição .44 Colt produzida comercialmente ficou disponível. O estojo está disponível na Starline e também pode ser feito aparando o comprimento de estojos .44 Special.

## Dimensões

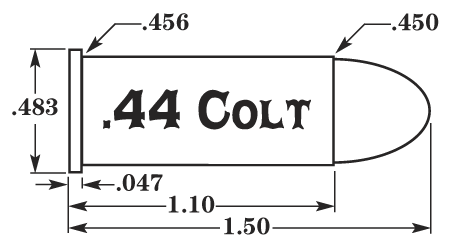